# Michel Der Zakarian
Michel Der Zakarian (armeană Միքայել Տեր–Զաքարյան, n. 18 februarie 1963, Erevan, Republica Sovietică Socialistă Armeană, URSS) este un fotbalist francez și armean retras din activitate, care a jucat pe post de fundaș la echipe ca Montpellier și Nantes. Pe plan internațional, are prezențe la națională pentru Armenia. După încheierea carierei, a devenit antrenor, și a antrenat, printre altele, Montpellier, Nantes și Clermont.
El a jucat pentru echipa națională de fotbal a Armeniei, participând la cinci meciuri internaționale de la debutul său în calificările pentru Campionatul Mondial din 1998 din meciul împotriva Portugaliei.

## Cariera

### Tineret
Der Zakarian a început să joace fotbal la vârsta de șase ani, la clubul Vivaux Marronniers Sports din Marseilles. În 1974 s-a transferat la AS Mazargues, a club tot din Marseille. A jucat acolo timp de cinci ani, până a semnat un contract de profesionist cu echipa FC Nantes.

## Nantes și Montpellier
Zakarian a jucat nouă ani la FC Nantes în 140 de meciuri, marcând un gol. În 1988 s-a tranferat la rivala Montpellier HSC, unde a jucat timp de 10 ani în 233 de meciuri, marcând 15 goluri.

## Titluri

### Club
FC Nantes
- Ligue 1: 1982-83
- Coupe de France Finalist: 1983

Montpellier HSC
- Coupe de France: 1990; Finalist: 1994
- Coupe de la Ligue: 1992; Finalist: 1994

### Antrenor
FC Nantes
- Ligue 2: 2007-08

## Legături externe
- Michel Der Zakarian pe site-ul National-Football-Teams.com